# Elisabeth Furtwängler
Elisabeth Furtwängler   (Vaud, 20 de desembre de 1910 - Clarens, 5 de març de 2013) va ser una actriu suïssa.

## Biografia
Nascuda Elisabeth Albert, era filla de la diputada del Partit Popular Alemany durant la República de Weimar Katharina von Kardorff-Oheimb, la coneguda «Kathinka» a càrrec del saló literari social en l'avinguda Kurfürstendamm 181 entre 1918-1926. Furtwängler va créixer a Berlín i es va casar per primer cop amb Hans Ackermann, qui va morir en el front francès de la Segona Guerra Mundial en 1940 i qui era pare dels seus tres fills i filla, l'actriu Kathrin Ackermann, al seu torn mare de l'actriu Maria Furtwängler.
Elisabeth va conèixer al director quan aquest festejava amb la seva germana Maria, una coneguda mèdica a Berlín. En 1943 es va casar amb Wilhelm Furtwängler, amb qui va tenir Andreas E. Furtwängler (* 11 de novembre de 1944). Va quedar vídua el 1954, després de la mort del director.
Va protagonitzar el documental Furtwängler's Love dirigit per Jan Schmidt-Garre l'any 2004, llorejat amb el Premi Praga. L'any 2011 va ser condecorada amb l'Ordre de les Arts i les Lletres de la Legió d'Honor del govern francès.